# Мегино-Кангаласки рејон
Мегино-Кангаласки рејон или Мегино-Кангаласки улус (рус. Мегино-Кангаласский район) је један од 34 рејона Републике Јакутије у Руској Федерацији. 
Налази се у централно дијелу Јакутије и има површину од 11.700 км².
Цијели рејон лежи у Средњојакутској низији и то је један од најгушће насељених подручја ове републике. Западна граница рејона је омеђена ријеком Леном. На територији рејона лежи мноштво језера, а многа од њих су богата љековитим блатом.
Рејон је од давнина насељен јакутским племенима, од којих је најпознатије племе Мегино, по коме је и добио име. Први књижевни радова на јакутском језику су створени управо овде.
Административни центар је урбано насеље Њижњи Бјешћа (рус. Нижний Бестях)
Укупан број становника износи 30.963 људи (2010).
Становници су већином Јакути (91%), те нешто Руса и других.